# Waschhaus (Wissous)

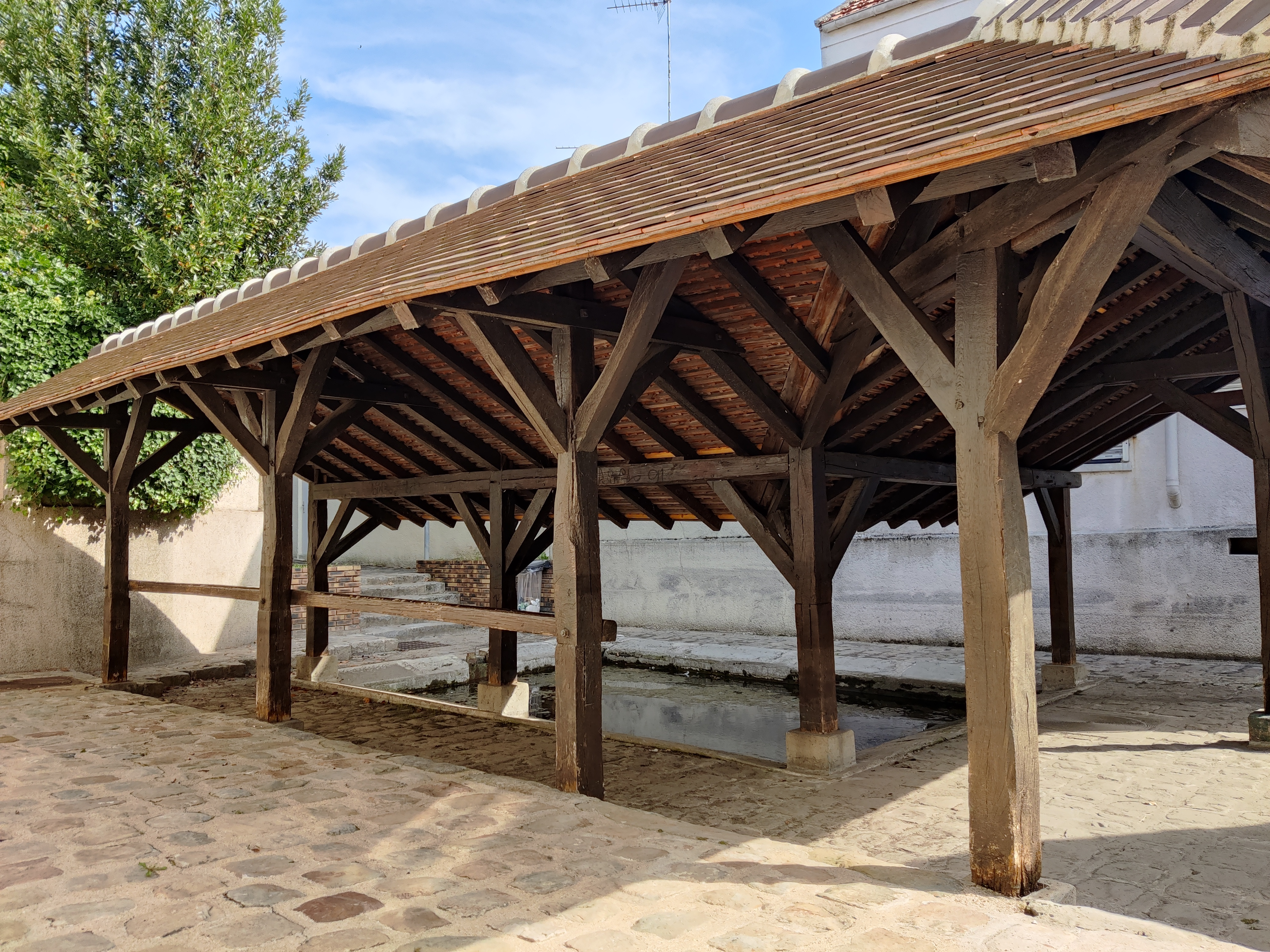
Waschhaus in Wissous

Das Waschhaus (französisch lavoir) in Wissous, einer französischen Gemeinde im Département Essonne in der Region Île-de-France, wurde im 19. Jahrhundert errichtet.  
Das öffentliche Waschhaus in der Rue Paul Doumer wird von einer Quelle gespeist. Zwei Pultdächer schützten die Wäscherinnen vor dem Regen.